# Blunt (Dakota Południowa)
Blunt – miasto w Stanach Zjednoczonych, w stanie Dakota Południowa, w hrabstwie Hughes.